# Eugène Samuel Grasset
Eugène Samuel Grasset, cunoscut mai ales ca Eugène Grasset (n. 25 mai 1845, Lausanne, cantonul Vaud, Elveția – d. 23 octombrie 1917, Sceaux, Seine, Franța) a fost un artist plastic decorativ din Elveția, care a trăit majoritatea vieții sale artistice la Paris în Franța.  Creația sa a fost ancorată temporal în perioada cunoscută ca Belle Epoque.  Datorită numeroaselor elemente de design Art Nouveau din opera sa, Grasset este considerat un pionier al stilului.

## Galerie

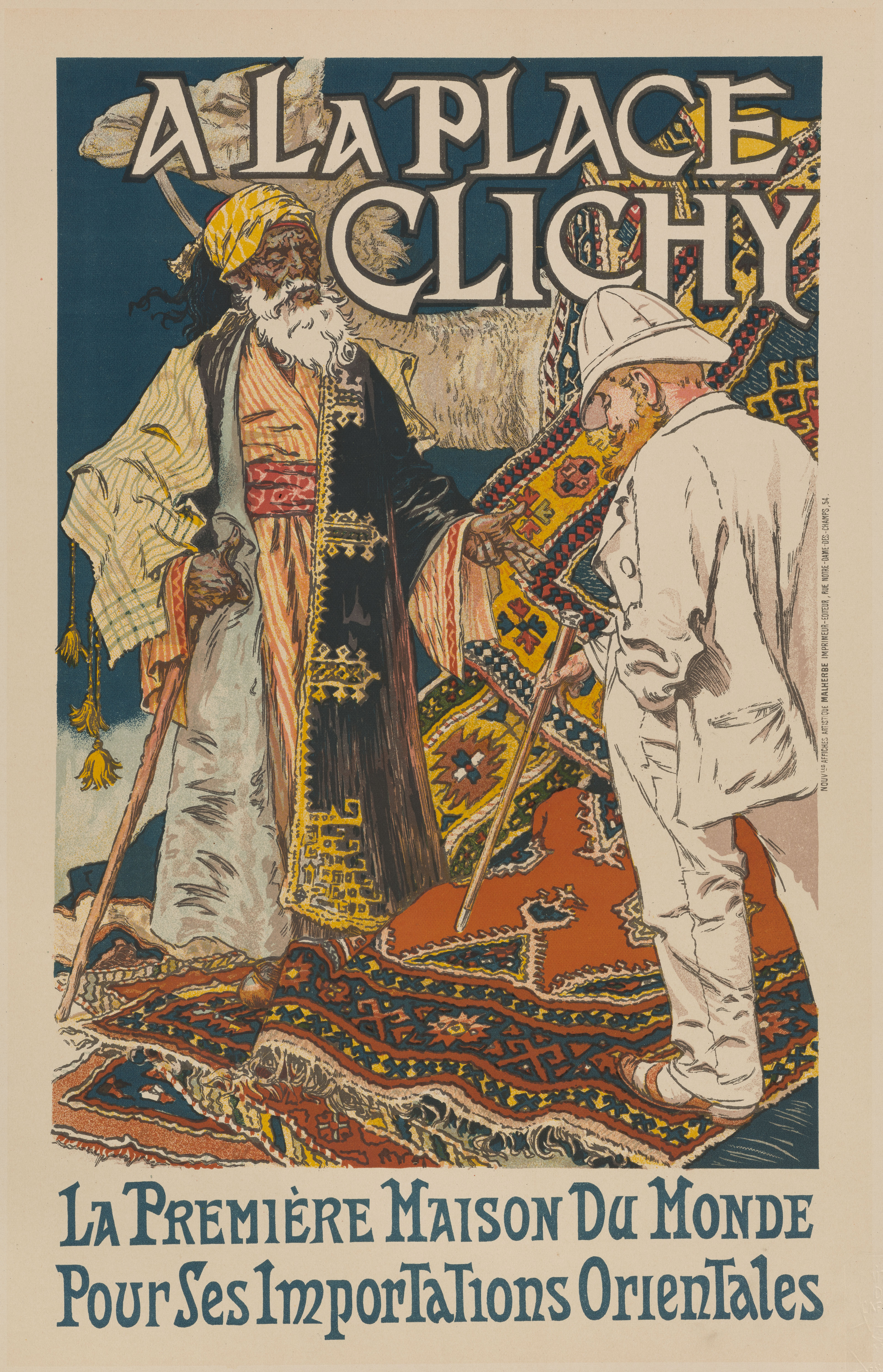
Poster stil Art Nouveau
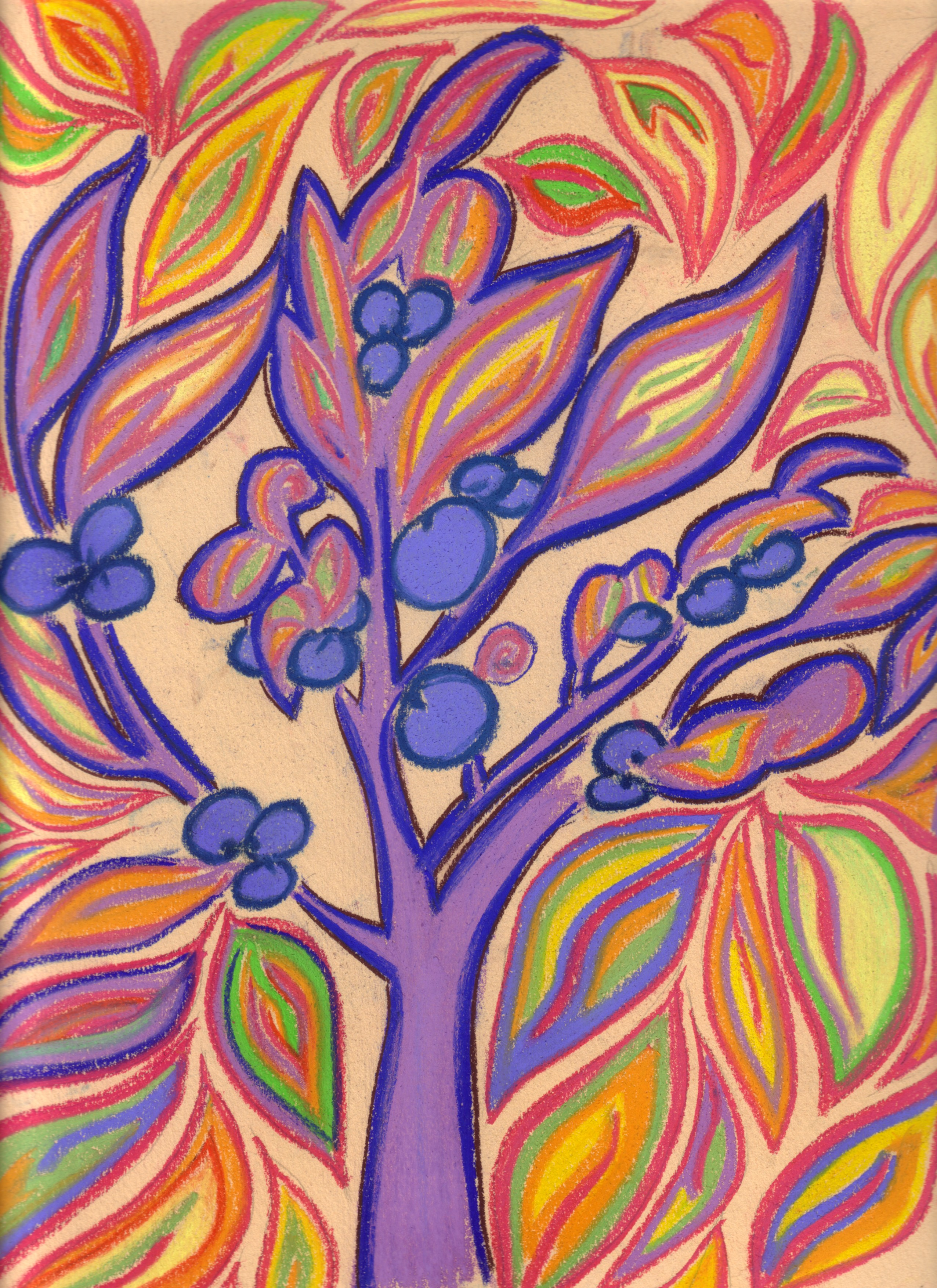
La terre est bleue ...
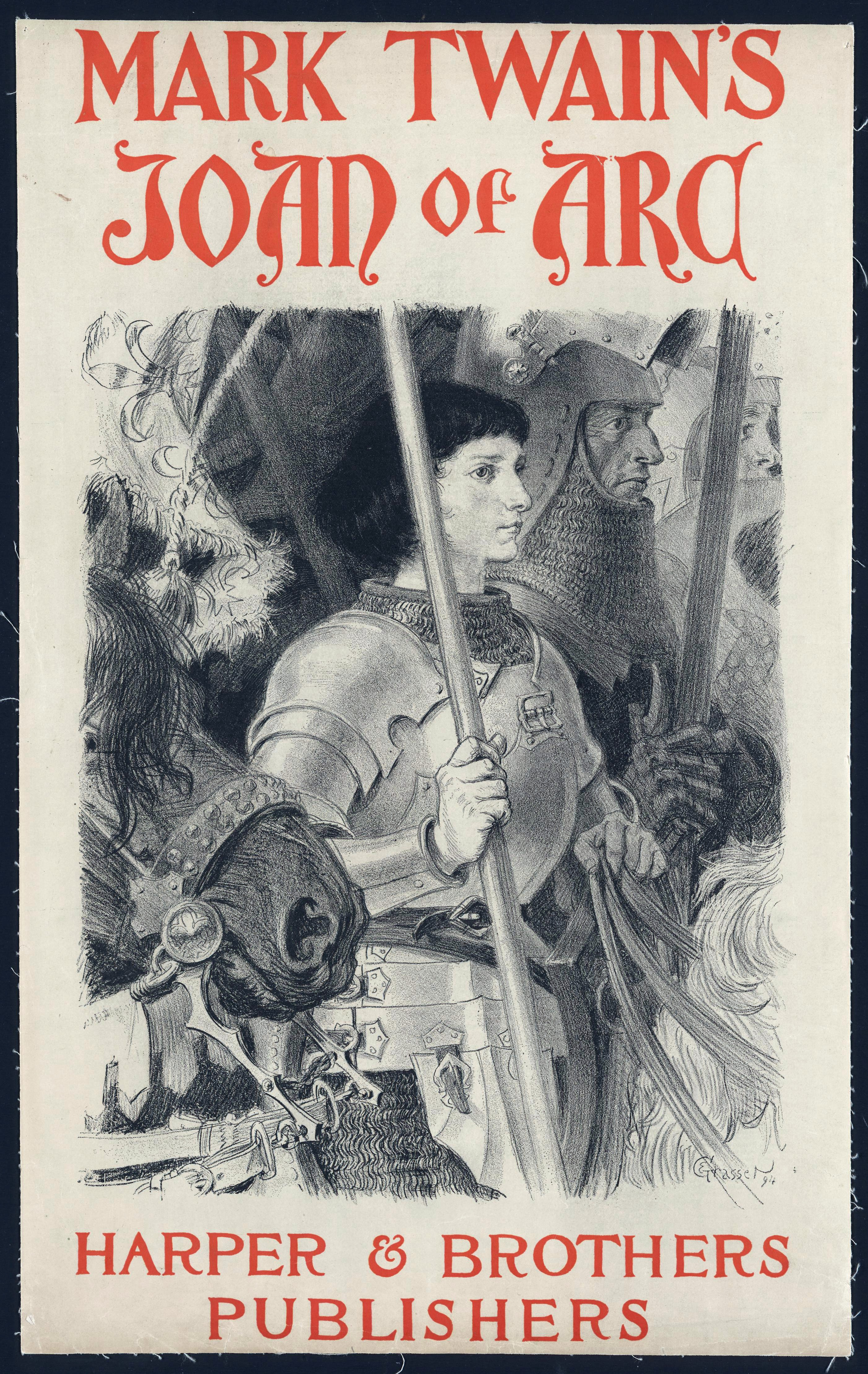
Coperta cărții Ioana D'Arc de Mark Twain
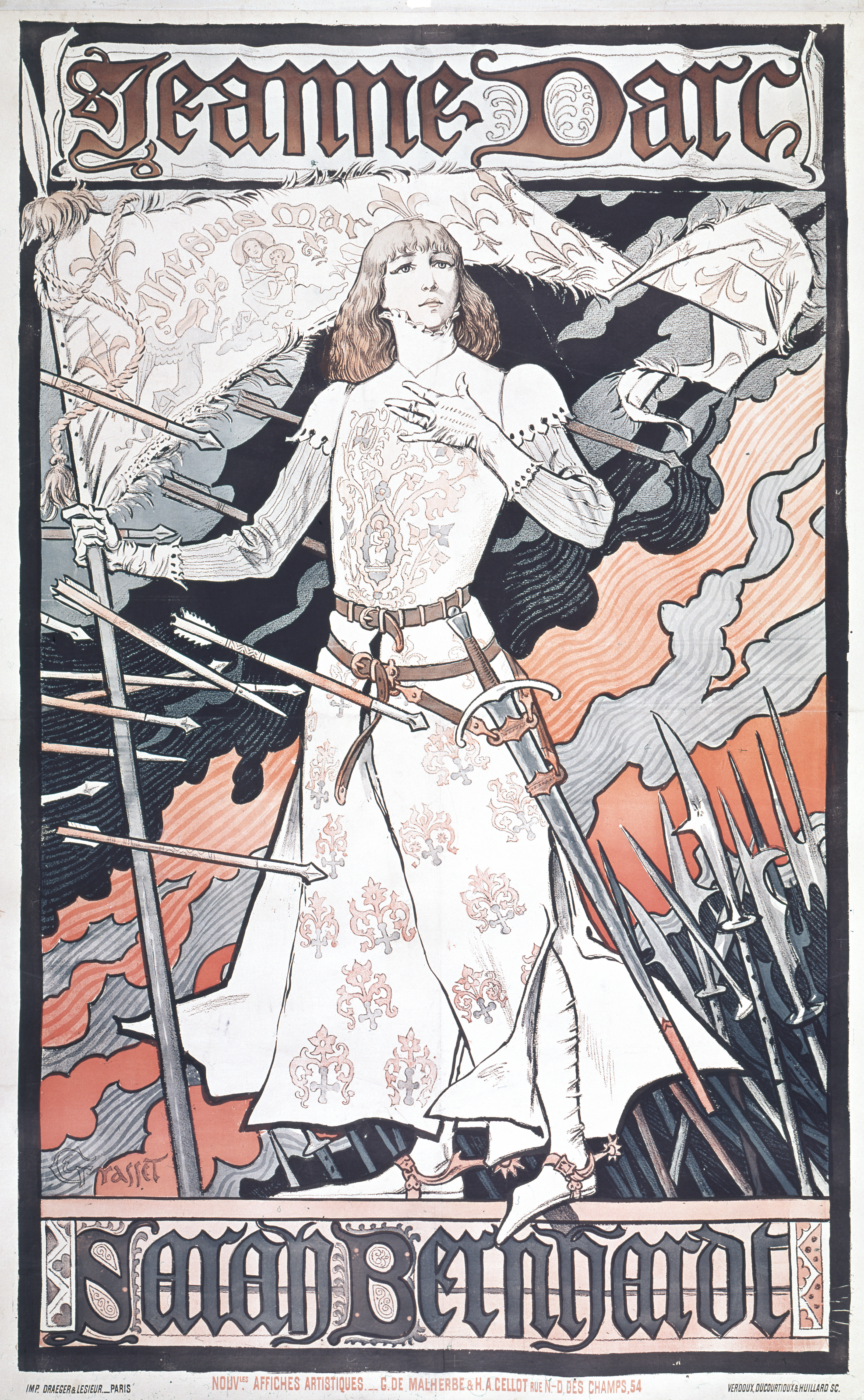
Ioana D'Arc - poster
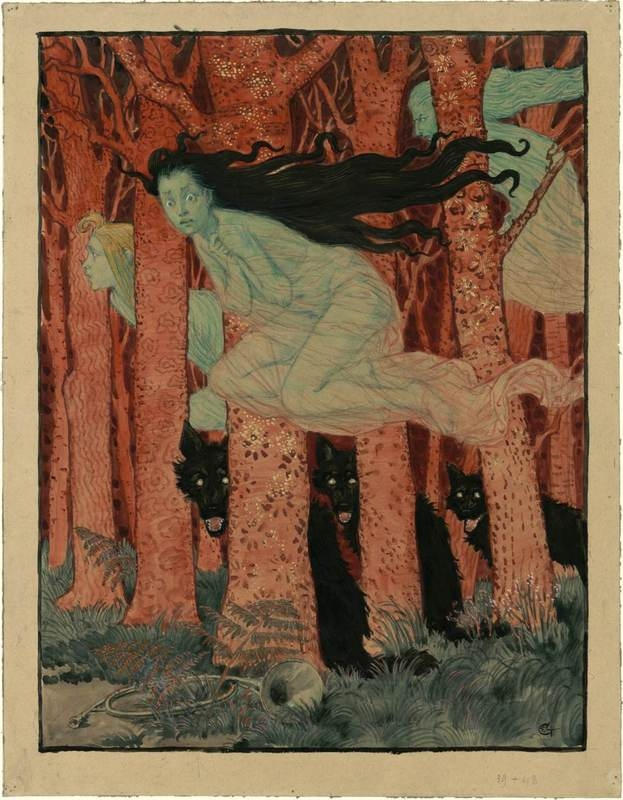
Trois femmes et trois loups
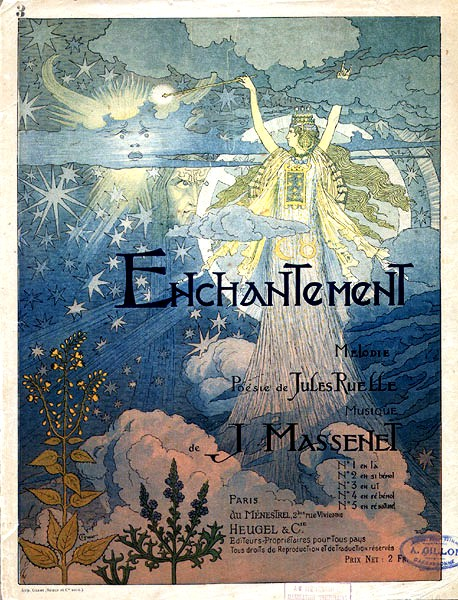
Enchantement
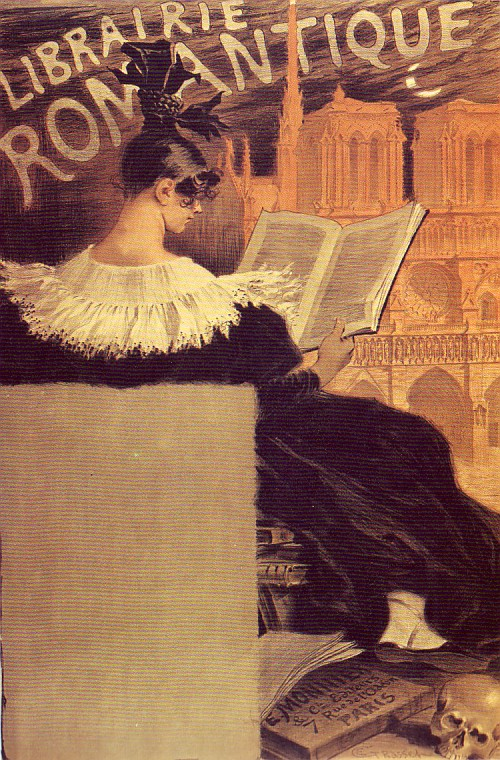
Librairie Romantique
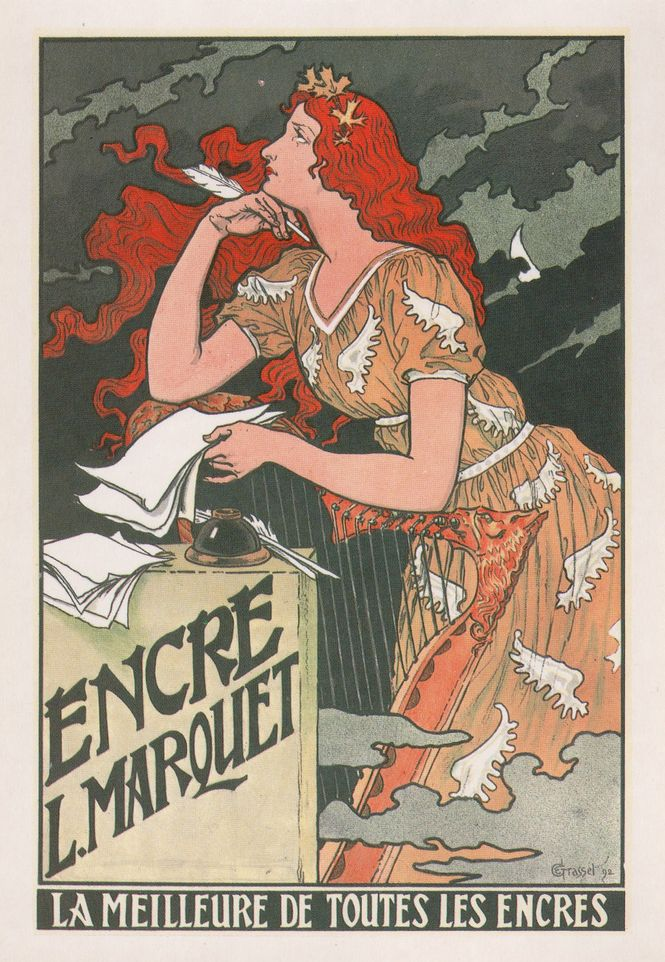
Encre L Marquet